# ルドルフ・キルヒシュレーガー
ルドルフ・キルヒシュレーガー（Rudolf Kirchschläger, GColIH、ドイツ語: [ˈʁuːdɔlf ˈkɪʁçˌʃlɛːɡɐ] ( 音声ファイル); 1915年3月20日 – 2000年3月30日）は、オーストリアの外交官、政治家、裁判官で、1974年から1986年までオーストリア大統領を務めた。

## 前半生
オーバーエスターライヒ州ニーダーカッペルで生まれるが、11歳で孤児となる。1935年にホルンの高校を優秀な成績で卒業し、ウィーン大学で法学を学んだ。しかし、1938年のアンシュルスにより勉学を諦めることになった。奨学金の支給継続の条件としてナチスに入党することを求められ、これを受け入れることができなかったからである。その後、1939年夏にドイツ国防軍の歩兵として召集されるまで銀行員として働いていた。第二次世界大戦開戦直後から兵士としてポーランド侵攻や西部戦線で従軍し、1941年以降は東部戦線でソ連と戦った。
1940年後半には軍務から離れるため、2か月の後方勤務制度を利用して法学の国家試験の準備に入った。その際、大量の蜂蜜を摂って目を覚まし、1日20時間も勉強していたと言われている。その結果、試験に合格して博士号を受けた。
しかし、退役が認められることなく東部戦線に送り返され、1942年に戦傷を負った。その後は終戦までウィーナー・ノイシュタットにある陸軍士官学校で隊長兼訓練官を務めた。1945年4月初旬には、侵攻してくるソ連軍と戦う士官候補生部隊を指揮したがその際に足に重傷を負い、この傷は完全に回復することはなかった。

## 第二次世界大戦後
戦後は1954年までランゲンローイスおよびウィーンで地方裁判所判事を務めた。1954年には外国語を話せないながら外務省で働く機会を得て、オーストリア国家条約の締結交渉に参加するために英語を独学してわずか数ヶ月で習得した。1967年から1970年にかけて、駐チェコ大使としてプラハに派遣された。プラハの春の際には、ソ連の弾圧から逃げようとするチェコ人市民に対し、本国の訓令に反して出国ビザを発行した。その後、1970年から1974年まで外務大臣を務めた。

## 大統領職
1974年にオーストリア連邦大統領に選出された。これに先立つ1971年2月には、インスブルック大学での講義で「倫理的な外交政策」についての自説を概説している。1974年には鉄道によるヨーロッパ・ユダヤ人の強制収容所および絶滅収容所への強制移送の調整に関わり、有罪判決を受けたオーストリアのナチス戦犯フランツ・ノヴァークに恩赦を与えている。
1980年の大統領選挙では80%の得票率で2期目を務めることになった。なお、これはオーストリア大統領選挙において現在までで最高の得票率である。1984年2月にオーストリア大統領として初めてアメリカ合衆国を国賓として訪問した。

## 家族

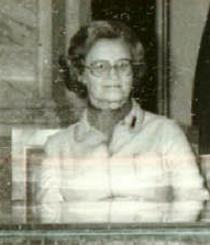
ヘルマ・キルヒシュレーガー、1978年

1940年8月17日にヘルマ・ソルガーと結婚し、クリスタとウォルターの1男1女を儲けた。

## 死
2000年3月30日、ウィーン近郊で心臓発作のため亡くなった。享年85歳。

## 栄誉

### オーストリアの栄典
- オーストリア共和国メリット勲章グランド・クロス章、オーストリア（1974年）

### 他国からの栄典
- イタリア共和国功労勲章グランド・クロス章、イタリア（1971年）[9]
- ナッサウ家金獅子騎士団ナイト章[10]、ナッサウ家（1975年）
- カトリックのイザベル女王勲章ナイト章頸飾、スペイン（1978年） [11]
- エレファント勲章ナイト章、デンマーク（1979年）
- カルロス3世勲章ナイト章頸飾、スペイン（1979年）[12]
- エンリケ航海王子勲章大綬、ポルトガル（1984年）[13]
- ピウス9世勲章グランド・クロス章[14]、聖座（1990年）
- 1等トマーシュ・ガリッグ・マサリク勲章、チェコ（1996年）
- ピウス9世勲章ナイト・グランド・クロス章頸飾、聖座（2000年）[15]

## 文献
- Rudolf Kirchschläger, Der Friede beginnt im eigenen Haus. Gedanken über Österreich. Vienna: Molden (1980); ISBN 3-217-01070-1
- Rudolf Kirchschläger, Ethik und Außenpolitik Hans Köchler (ed.), Philosophie und Politik. Dokumentation eines interdisziplinären Seminars. Innsbruck: Arbeitsgemeinschaft für Wissenschaft und Politik, pp. 69–74 (1973)
- Alois Mock, Herbert Schambeck (Hrsg.): Verantwortung in unserer Zeit. Festschrift für Rudolf Kirchschläger. Österreichische Staatsdruckerei, 1990.
- Rabl, Erich: Rudolf Kirchschläger (1915-2000), Jurist, Diplomat, Außenminister und Bundespräsident. In: Harald Hitz, Franz Pötscher, Erich Rabl, Thomas Winkelbauer (Hg.): Waldviertler Biographien, Bd. 3, Horn (Waldviertler Heimatbund) 2010, S. 399–428. ISBN 3-900708-26-6.
- Schenz, Marco: Bundespräsident Rudolf Kirchschläger. Böhlau-Verlag, Wien 1984.